# VC Étoile Sportive du Sahel
VC Étoile Sportive du Sahel is een Tunesische volleybalclub die is opgericht op 1957 en heeft haar basis in Sousse.

## Prijzen
- Tunesisch landskampioen:

1995, 2000, 2001, 2002, 2006, 2011, 2012, 2014, 2017
- Beker van Tunesië:

1995, 1998, 2001, 2006, 2008, 2015, 2016
- Supercup:

2007, 2010, 2017
- CAVB Champions League

2001, 2002
- CAVB Cup Winners' Cup

2001
- Arabische Champions League

1995, 2016

## Heren 1
| No. | Naam                | Land    | Positie      |
| --- | ------------------- | ------- | ------------ |
| 1   | Bahri Messaoud      | Tunesië | Libero       |
| 2   | Marouen M'rabet     | Tunesië | Spelverdeler |
| 7   | Amen Allah Hmissi   | Tunesië | Passer-loper |
| 10  | Hamza Nagga         | Tunesië | Passer-loper |
| 11  | Mohamed Ayech       | Tunesië | Middenman    |
| 13  | Foued Belajouza     | Tunesië | Middenman    |
| 14  | Marouen Chtioui     | Tunesië | Passer-loper |
| 15  | Haykel Jerbi        | Tunesië | Spelverdeler |
| 17  | Mohamed Ali Ben Ali | Tunesië | Passer-loper |
|     | Marouan Garci       | Tunesië | Passer-loper |
|     | Ahmed Kadhi         | Tunesië | Middenman    |

Coach: Harry Brokking  Nederland
Manager: Sami Skhiri  Tunesië